# Gian Alberto Blanc
Gian Alberto Blanc (New York, 24 giugno 1879 – Roma, 31 dicembre 1966) è stato un fisico, paleontologo, geochimico e politico italiano, membro nella Camera dei deputati del Regno d'Italia dal 1924 al 1934.

## Biografia
Figlio del senatore Alberto, ministro degli Affari esteri nel terzo e quarto governo Crispi, ha studiato paleontologia, geologia e mineralogia con Alessandro Portis e si è laureato in fisica all'Università La Sapienza di Roma (1904). Nello stesso anno del conseguimento della laurea, le sue ricerche sulla radioattività, con la scoperta del radiotorio, di cui successivamente ha individuato la costante di disintegrazione (1907), lo hanno reso celebre al punto di essere chiamato a Parigi da Marie Curie. 
Tra il 1908 e il 1909, periodo nel quale ha conseguito la libera docenza, ha rilevato nell'atmosfera la presenza di prodotti radioattivi, a causa dall'emanazione del thoron, ed ha evidenziato la presenza di torio e radiotorio sia nelle rocce che nel suolo. In seguito si è soffermato prevalentemente sulle scienze geologiche, studiando in particolare i resti della fauna della preistoria e del quaternario (nelle valli dell'Aniene e del Tevere, nelle Alpi Apuane e nella Savoia), mediante l'applicazione delle analisi chimiche e fisiche. Dal 1914 ha iniziato a studiare la stratigrafia della Grotta Romanelli (nella costa orientale del Salento) e il suo deposito di riempimento, cui avrebbe dedicato numerosi contributi. Durante la prima guerra mondiale, partito come volontario, ha ideato e realizzato un telemetro antiaereo, il telemetro Blanc, che è stato adottato dalla Marina militare. 
Gli esiti di molte sue ricerche, incominciate nel 1918 in particolare per l'estrazione della potassa, dell'allumina e della silice dalle rocce leucitiche, trattate con acido citrico, secondo il metodo che portava il suo nome (“processo Blanc”), sono state oggetto di appositi brevetti, e di connessi tentativi di sfruttamento industriale a carattere internazionale, che hanno prodotto lunghi strascichi. Tali ricerche, tuttavia, gli hanno consentito di ottenere diversi premi, come il premio Bressa (1924) e il premio Santoro (1925). Nel frattempo, avendo partecipato alla Marcia su Roma e aderito al fascismo, Blanc ha fatto parte del direttorio del PNF ed è stato eletto deputato per le legislature XXVII e XXVIII del Regno d'Italia. Nominato professore ordinario di geochimica alla Sapienza (1928), occupandosi per primo di studi sedimentologici, fino al 1932 è stato presidente dell'Opera Nazionale Maternità e Infanzia.
Vicepresidente del Consiglio Nazionale delle Ricerche, Blanc ha guidato la Società Italiana per il Progresso delle Scienze, presiedendo a Bolzano i lavori del XIX congresso (7 settembre 1930) della predetta Società, cui parteciparono come relatori numerosi scienziati ed intellettuali, fra i quali Guglielmo Marconi, Enrico Fermi, Giovanni Gentile, Agostino Gemelli, Orso Mario Corbino, Alberto De Stefani e Luigi Devoto. Inoltre, tra i costituenti dell'Enciclopedia Italiana, socio dell'Accademia dei Lincei e dell'Accademia delle Scienze di Torino, Blanc è stato anche presidente della Società Geologica Italiana e dell'Istituto italiano di paleontologia umana, che ha contribuito a fondare.